# Блокфлейта
Блокфле́йта (нім. Blockflöte — «флейта з блоком», фр. flûte à bec — «флейта з мундштуком», італ. flauto dolce — «ніжна флейта», англ. recorder від record — «записувати, розучувати») — музичний інструмент сімейства дерев'яних духових, різновид поздовжньої флейти. Відрізняється від інших інструментів свого сімейства наявністю 7 пальцевих отворів на лицевій стороні й одного на тильній, так званого октавного клапана.
Звук у блокфлейті формується в мундштуку, розміщеному на початку інструменту. В мундштуку міститься дерев'яна пробка (нім. Block — звідси назва), що прикриває отвір для вдування повітря, залишаючи лише вузьку щілину. Сучасні блокфлейти виготовляють з дерева (найдорожчі професійні інструменти — з червоного дерева), або з пластику (дешевші).

## Історія
Блокфлейта з'явилася в середньовічній Європі. Значну популярність мала в добу бароко. Використовувалась як соло, в ансамблях та оркестрі. Для блокфлейти писали А. Вівальді, Г. Ф. Телеман, Г. Ф. Гендель, Й. С. Бах. У XVIII столітті блокфлейту поступово витісняють з професійної практики оркестрові духові інструменти, го́ловно поперечна флейта, яка має ширший діапазон та гучний звук. В другій половині XX століття з відродженням інтересу до аутентичного звучання музики минулих епох, блокфлейта повертає свою популярність.

## Різновиди блокфлейт
Основні види блокфлейт
- Сопраніно (в строї F) — діапазон від f2 до g4
- Сопрано (в строї С) «Descant» — діапазон від c2 до d4
- Альт (в строї F) «Treble» — діапазон від f1 до g3
- Тенор (в строї С) — діапазон від c1 до d3
- Бас (в строї F) — діапазон від f до g2

Та менш розповсюджені:
- Garklein (в строї С) — діапазон від c3 do d5
- Voice-flute (в строї D) — діапазон від d1 до e3
- Бас (в строї C) «Great Bass» — діапазон від c до d2
- Контрабас (в строї F) — діапазон від F до g2
- Субконтрабас (в строї D) — діапазон від С до d1
- Окто-Контрабас (в строї F) — діапазон від F1 до g

## Аплікатура
Блокфлейти також класифікують за аплікатурними системами. Існує два види аплікатурних систем для блокфлейт: «німецька» і «барокова» (або «англійська»). «Німецька» вважається простішою для початкового засвоєння, але більшість професійних інструментів виготовляють з бароковою аплікатурою.
Тим не менш, аплікатура блокфлейт різних виробників — особливо це стосується інструментів ручної роботи — може мати незначні відхилення від стандартизованої. Окрім цього, також існує велика кількість додаткових (альтернативних) аплікатур за допомогою яких можна полегшити використання різноманітних мелізмів та штрихів, чи просто розширити можливості інструменту. Наприклад, за їхньою участю можливо розширити діапазон, наприклад альта з f1 — g3 до e1 — c4, проте можливість використання деяких з них дуже залежить від окремо взятого інструменту та майстерності виконавця.